# West Aisle Ridge
West Aisle Ridge (sinngemäß übersetzt Westrangrücken) ist ein nordsüdlich verlaufender Gebirgskamm im ostantarktischen Viktorialand. Er ragt unmittelbar westlich des Bergkessels The Stage und 1,5 km westlich des Gebirgskamms Central Aisle Ridge an der Grenze zwischen dem unteren Abschnitt des Renegar-Gletschers und dem Koettlitz-Gletscher an der Scott-Küste auf.
Das New Zealand Geographic Board benannte ihn 1994 in Verbindung mit den benachbarten Gebirgskämmen Central und East Aisle Ridge nach ihrer geographischen Lage zum nahegelegenen Bergessel The Stage. Das gesamte Gebiet hatte eine Mannschaft des New Zealand Geological Survey bereits zwischen 1977 und 1978 vermessen.